# Wahlenbergia telfordii
Wahlenbergia telfordii är en klockväxtart som beskrevs av G.T.Plunkett och J.J.Bruhl. Wahlenbergia telfordii ingår i släktet Wahlenbergia och familjen klockväxter.
Artens utbredningsområde är New South Wales. Inga underarter finns listade i Catalogue of Life.